# 金と銀 (漫画)
『金と銀』（きんとぎん）は岸裕子による日本の漫画。『別冊少女コミック』（小学館）にて、1976年6月号から10月号まで連載された。全4話。
岸裕子の数少ない長編で、最初の作品。作者のお気に入りの作品の1つでもあり、運命の不条理さを描いた、岸裕子の初期の力作である。

## あらすじ
モンジェニー家では過去100年の間に一族のものが生まれながらにして額に銀の輪（セルクル）をつけた18歳の少年少女に殺されるという悲劇に見舞われていた。殺害犯である少年少女達も18歳以上まで生きることができず、目的を達するとそのまま世を去っていた。それはかつて青の国の王の二人の息子、金の王子が銀の王子を殺し、銀の王子の怨念が金の王子の子孫であるモンジェニー家を呪い続けていたからであった。

## 登場人物
ユリーヌ
青の国の銀の王子。その2『二人の王子』の主人公。父親の王と娘のミヌーシャとの間に生まれた、不義の子。虚弱体質。宮殿とは別の森の中で育てられてきた。金の王子マヌースに恋人のフロレットともども殺され、罪のないものまで殺したマヌーサを呪い、その怨念が、マヌースの子孫であるモンジェニー家のものを殺し続けている。その怨念の力に引きずられてほかの意識は機能せず、力を失うのはのりうつった肉体が命を落とした時だけである。怨念の強さゆえに、昇天することができず、霊魂として永劫にこの世をさまよっている。
マヌース
青の国の金の王子。その2『二人の王子』に登場。黒い髪と黒い瞳を持つ。青の国王が赤の国の王女と再婚した際に、連れ子として青の王の息子になった。幼少期は素直な性格だったが、母の王妃が国王に愛されなかったため、不良じみており、女たらしになってしまった。ある時、父王から禁じられていた部屋に入り、前の王妃の娘であるミヌーシャの肖像を見て、父王から母が愛されなかったのは、彼女が原因だと察する。フロレットをめぐり、ユリーヌと争いになり、ユリーヌを跡継ぎにするという父王の決定に激怒し、ユリーヌと決闘をすることになる。決闘そのものには敗れるが、怒りが収まらず、フロレットともどもユリーヌを殺害し、死刑になるところを狂女と化した妃の姿を目にした王の慈悲により国外追放となる。その後、力を盛り返し、別の国の城主になったようである。
ルージュ・ゴーティエ
その1『バラ屋敷の少年』の主人公で、銀のセルクルの持ち主。母親が男に暴行されて生まれた子供で、生まれた時に赤い薔薇が咲いていたため、ルージュと名付けられる。薔薇の中で死にたいという望みを持っている。ユリーヌの呪いにあらがって自分の心臓を刺して死ぬ。
フロライン
その1『バラ屋敷の少年』のヒロインで、金のセルクルの持ち主。心臓病のため病弱。フォレストの下に婚約者として嫁がされるが、そこでルージュに出会い、相思相愛になる。ユリーヌの手にはかからなかったが、ショックのあまり心臓麻痺でこの世を去る。
クロード
ルージュの家庭教師。家族から顧みられないルージュのことを献身的に支えようとする。ユリーヌの姿を見ることができた。ルージュの死後、薔薇の花の中に彼を葬り、ピストル自殺する。
フォレスト・ゴーティエ
ルージュの兄だが、その出生の事情と銀のセルクルをつけた状態で生まれたルージュのことを気味悪がり、嫌っている。フロラインと婚約し、表面上は親切にしているが、それはフロラインの家の持参金が目当てであった。
オーリア
フォレストの恋人。フロラインにはいとことして紹介されている。
青の国王
ミヌーシャとユリーヌの父親。娘と関係を持ち、ユリーヌをもうけるが、それを苦にした最初の王妃は自殺している。赤の国と長年戦争をしており、講和のため赤の国の王女を継室として迎えたが、亡き娘への愛は尽きることなく、10年以上、王妃を愛することはなかった。
ミヌーシャ
青の国王と最初の妃の間の王女。男に負けぬほどの力を持ち、とりわけ剣技にかけては17歳の時にはかなうものがいないというほどの腕であった。ユリーヌを産んだ後、この世を去っている。
フロレット
ユリーヌとともに北の森で育った娘。ユリーヌと相思相愛だが、王子として城に迎え入れられたユリーヌを追い、マヌースの口車に乗り、城へやってくるが、マヌースに暴行される。決闘の後、ユリーヌを殺そうとしたマヌースの剣を受けて死ぬ。
赤の王女（青の王妃）
マヌースの母親。青の国王と結婚するが、国王から顧みられることはなく、発狂してしまっている。
ミュール/メヌエット・ド・ブルジュ
その3『黒衣の天使』の主人公で、銀のセルクルの持ち主で、金髪で黒いドレスを着ている。奉公人の息子で、8歳の時、モンジェニー家のアイリーンをユリーヌの呪いによって殺害し、親から売られて奴隷の身分に落とされ、烙印を押される。ジオルジに引き取られ、メヌエットと名乗るようになるが、呪いのままにさらにモンジェニー家のアンジェロを刺殺し、弟のエドワールをも手に掛けようとする。呪いに抵抗しようとし、エドワールに自分の正体を明かして殺すように勧めるが、最終的には熱で体の自由がきかなくなり、そのまま息を引き取った。
アンジェロ・ブークレル・ド・モンジェニー
金のセルクルの持ち主。モンジェニー家の長男だが、父が女中に産ませた子供であるため、冷遇されている。医者になることを義務づけられているが、遊びほうけており、弟に父の跡をつがせようとしていた。メヌエットに懸想するが、ユリーヌの呪いに支配されたメヌエットに刺殺される。
エドワール・モンジェニー
その3『黒衣の天使』の副主人公で、金のセルクルの持ち主。兄とは異なり、父のいとこの姫君との間の子で、モンジェニー家の正統な後継者。父親のお気に入り。妹のアイリーンをミュールに殺されて以来、かたきとして狙っていた。医者志望。兄をメヌエットに殺され、彼をかたきとして狙うが、馬車の窓からちら見し、魅了された人物だった。自分が傷つけてしまったメヌエットの命を救い、どうしてもメヌエットが殺人鬼だとは信じられなくなり、再度命を狙われる。上述のようにメヌエットからは正体を明かされ、正当防衛で自分を殺すように頼まれている。最終的にメヌエットがなぜこんなにも苦しまなければならぬのか、と煩悶するようになる。
ジオルジ・ド・ブルジェ侯爵
メヌエットの保護者で恋人。メヌエットを5年前に金で購入し、以後庇護してきた。エドワールに、アンジェロを殺したのは自分だと嘘をつき、メヌエットを守ろうとする。メヌエットより金のセルクルのことで相談を受けていたが、メヌエット自身に罪はないといい、彼の殺人の罪をすべてかぶるつもりでいた。
リューシオ・モンジェニー
その4『ミモザの少女』の主人公で、モンジェニー家の養子。病弱で転地療養に来た先で出会った銀のセルクルの少女を忘れられずにいた。３年後、その少女とそっくりのシアラーに出会い、彼女の家に招待される。
マルロオ・モンジェニー
金のセルクルの持ち主。リューシオに、モンジェニー家の呪いについて語る。ユリーヌの肖像画を購入し、美しければ何でも良いという。3年後、銀のセルクルをつけた少女を見かけたという手紙をリューシオに出し、そのまま行方不明になる。
シアラー・ベンジュール
リューシオの初恋の少女とよく似た少女。銀のセルクルについては、髪飾りではないか、という。リューシオを引き取られた先の養家に招待する。
フォーリー・ベンジュール
シアラーの弟。マルロオは彼の後ろにユリーヌの姿を見つける。体が弱い。

## 設定
- ユリーヌののりうつった肉体には、額に銀のセルクルが生まれながらにして嵌められている。
- マヌースの子孫には金のセルクルが生まれながらにして嵌められており、ユリーヌの乗り移った少年少女にしか、そのセルクルは見ることができない。

## 書誌情報
- 『金と銀』セブン・コミックス（小学館）1979年1月15日発行
- 『金と銀』サンコミックスストロベリーシリーズ（朝日ソノラマ）1987年2月28日発行
  - 「その1 バラ屋敷の少年」・「その2 二人の王子」・「その3 黒衣の天使」・「その4 バラ屋敷の少年」

※　セブン・コミックス版のみ、イラストつきポエムが3編収録されている